# Krýa Vrýssi (Réthymnon)
Krýa Vrýssi, en grec moderne : Κρύα Βρύση, est un village du dème d'Ágios Vasílios, de l'ancienne municipalité de Lámpi, dans le district régional de Réthymnon, en Crète, en Grèce. Selon le recensement de 2011, la population de Krýa Vrýsi compte 84 habitants. Le village est situé à une distance de 46 km de Réthymnon et à une altitude de 480 mètres, au pied du mont Kédros. Son nom vient des nombreuses sources d'eau de la région et plus particulièrement d'une source avec peu d'eau mais froide, située au sud du village, dans le ravin de Gre Daphnis.

## Recensements de la population
| Recensements | 1920 | 1928 | 1940 | 1951 | 1961 | 1971 | 1981 | 1991 | 2001 | 2011 |
| ------------ | ---- | ---- | ---- | ---- | ---- | ---- | ---- | ---- | ---- | ---- |
| Population   | 454  | 423  | 432  | 374  | 267  | 199  | 161  |      | 136  | 84   |

## Source de la traduction
- (el) Cet article est partiellement ou en totalité issu de l’article de Wikipédia en grec moderne intitulé « Κρύα Βρύση Ρεθύμνης » (voir la liste des auteurs).